# Prawiedniki-Kolonia
Prawiedniki-Kolonia – kolonia w Polsce położona w województwie lubelskim, w powiecie lubelskim, w gminie Głusk.
W latach 1975–1998 miejscowość administracyjnie należała do ówczesnego województwa lubelskiego.
Kolonia stanowi sołectwo gminy Głusk. Według Narodowego Spisu Powszechnego z roku 2011 liczyła 136 mieszkańców.